# 安圭拉
安圭拉（英語：Anguilla）是英國14個海外領土之一，位於加勒比海小安的列斯群岛北部，以查爾斯三世為元首，總督代理國王職務並任命總理為政府首長。
安圭拉在1650年成为英國殖民地。1882年與和尼維斯島合并为；直到1967年5月安圭拉單方面脱离，尋求以單獨實體回歸英國統治。1969年2月安圭拉单方面宣布成立共和国，同年3月被英军收復。1980年安圭拉成为單獨的英国属地。

## 名稱
安圭拉島的名字Anguilla改自西班牙文或Anguille改自法文，意即歐洲鰻。本島因形狀似鰻魚而得其名。

## 历史
安圭拉首先由南美移民的土著美洲印第安人定居。在安圭拉發現的最早的美洲原住民文物可追溯到公元前1300年左右；定居點的遺跡可追溯至公元600年。該島的阿拉瓦克语名字似乎是Malliouhana。歐洲殖民化的日期並不確定：一些消息來源聲稱，哥倫佈在1493年的第二次航行中發現了該島，而另一些人則聲稱該島的第一位歐洲探險家是1564年的法國胡格諾戈爾德貴族和商人水手勒內古萊因德勞唐尼爾。荷蘭西印度公司於1631年在該島建立了一個堡壘。1633年，西班牙軍隊破壞了該堡壘後，荷蘭撤離。
傳統的報導稱，安圭拉早在1650年就被來自圣基茨岛的英國殖民者殖民。然而在這個早期的殖民時期，安圭拉有時成為避難的地方，而最近關注安圭拉的學者對其他歐洲人和克里奧爾人的遷移來自圣基茨、巴巴多斯、尼維斯和安提瓜。法國人在1666年暫時接管了該島，但根據“布雷達條約”第二年的條款將其歸還英國管轄。 1667年9月，訪問該島的約翰斯科特少校寫信稱“狀況良好”，並指出1668年7月“有200或300人在戰爭中逃亡”。
這些早期歐洲人中的一些人可能帶來了奴役的非洲人。歷史學家證實，非洲奴隸在17世紀初居住在該地區。例如，塞內加爾的非洲人於1626年居住在圣基茨岛。到1672年，尼維斯島上有一個奴隸場，服務於背風群島。儘管非洲人抵達安圭拉的時間難以準確定位，但檔案證據表明，至少有16個非洲人至少有100名奴役人口出現。這些人似乎來自中部非洲和西非。
奧地利王位繼承戰爭（1745年）和拿破崙戰爭（1796年）期間，法國人企圖佔領該島失敗。
早期殖民時期，安圭拉由英國人通過安地卡島管理。1825年，它被置於圣基茨岛附近的行政控制之下，日後成為聖克里斯多福-尼維斯-安圭拉的一部分。
1967年，英國授予聖基茨和尼維斯充分的內部自治權，安圭拉也被納入其中，但因違背許多安圭拉人的意願，導致1967年和1969年兩次以安圭拉哈里根和羅納德韋伯斯特為首的安圭拉革命，短暫成為獨立的安圭拉共和國；其革命的目標不是獨立建國，而是有別於聖基茨和尼維斯獨立出去並重新成為英國殖民地。1969年3月，英國出兵恢復對安圭拉的統治；1971年7月，英國在《安圭拉法》中確認對其統治權。
1980年，安圭拉終於被允許正式脫離聖基茨和尼維斯，成為一個獨立的英國皇家殖民地（現為英國海外領土）。 從那時起，安圭拉的政局一直很穩定，旅遊業和離岸融資領域也出現了大幅增長。

## 地理

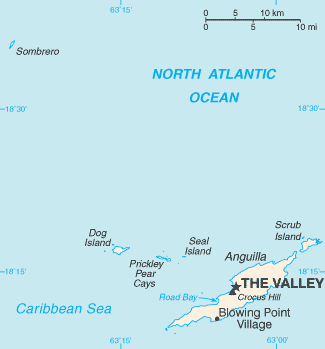
安圭拉地圖

安圭拉位於波多黎各和維爾京群島以東，聖馬丁島以北，與聖馬丁島之間隔著安圭拉海峽，土壤普遍稀薄貧瘠，地勢普遍低窪。最高點為位於瓦利附近的番紅花山，海拔73米。
安圭拉以其具有重要生態意義的珊瑚礁和海灘而聞名。除了主島安圭拉島本身外，該領土還包括許多其他較小的島嶼和珊瑚礁，大多很小且無人居住，包括西北方的離島松布雷羅島。

## 治理
安圭拉是內部自治的英國海外領土，實行議會制，行政首長為安圭拉總理，立法機關為安圭拉議會。
英國負責外交和護照的相關事務。根據《2002年英國海外領土法令》，在安圭拉境內持有英國海外領土公民身份的人可以獲得英國公民身份，有權居住在英國。
作為英國的海外領土，安圭拉的軍事防衛由英國負責，儘管目前沒有現役駐軍或武裝部隊。安圭拉有一支小型海警部隊，大約有 32 名人員，操作一艘VT Halmatic M160級 52 英尺快速巡邏艇，在島上維持治安是皇家安圭拉警察部隊的責任。

## 人口

### 人口統計
大多數居民(85.3%）是黑人，其中大部分是從非洲運來的奴隸的後裔。少數民族包括4.9%的西班牙人和3.8%的混血兒（2011年人口普查數據）。
72%的人口是安圭拉人，而 28% 是非安圭拉人（2001年人口普查）。在非安圭拉人口中，許多是美國、英國、聖基茨和尼維斯、多米尼加共和國、牙買加和尼日利亞的公民。
2006年和2007年，由於當地人口不足以滿足勞動力需求，大量中國、印度和墨西哥工人湧入，作為主要旅遊開發項目的勞動力。

### 宗教
根據 2001 年的人口普查，基督教是安圭拉的主要宗教，29% 的人口信奉英國國教；另外23.9%是衛理公會。在島上的其他教會包括基督复臨安息日，浸信會，天主教和一個小社區耶和華見證人（0.7%）。
從1992年到2001年，上帝的教會和五旬節派的追隨者人數大幅增加。島上至少有15座教堂。雖然安圭拉是島上的少數族裔，但它是拉斯特法裡宗教追隨者的重要地點，是羅伯特·阿思利·羅傑斯的出生地，他是聖皮比的作者，對拉斯特法里和其他非洲中心的信仰體系產生了強烈影響。 最近，島上開設了一個穆斯林文化中心。

## 經濟
安圭拉的稀薄乾旱土壤在很大程度上不適合農業，島上幾乎沒有陸地自然資源。它的主要產業是旅遊業、離岸註冊和管理、離岸銀行、專屬保險和漁業。
安圭拉的貨幣是東加勒比元，儘管美元也被廣泛接受。匯率固定為1美元 = 2.70東加勒比元。
1995年底，由於9月颶風路易斯的影響，安圭拉的經濟，尤其是旅遊業遭受了挫折。酒店受到的打擊尤其嚴重，但次年出現了復甦。另一個經濟挫折發生在2000年颶風萊尼之後。在2008年全球危機之前，安圭拉經濟強勁增長，尤其是旅遊業，這推動了與跨國公司合作的重大新發展。 2014年12月，安圭拉的旅遊業在被選為世界旅遊獎主辦方時獲得了重大推動。被譽為“旅遊業奧斯卡”的頒獎典禮在 CuisinArt Resort and Spa 舉行，由 Vivica A.狐狸。安圭拉從聖巴特、馬爾代夫和毛里求斯等頂級候選人名單中被選為世界領先的豪華島嶼目的地。
安圭拉的金融體系包括 7 家銀行、2 家貨幣服務公司、40 多家公司經理、50 多家保險公司、12 家經紀人、250 多家專屬中介機構、50 多家共同基金和 8 家信託公司。
安圭拉已成為一個受歡迎的避稅天堂，沒有資本收益、遺產、利潤、銷售或公司稅。 2011 年 4 月，面對不斷增加的赤字，它引入了 3% 的“臨時穩定稅”，這是安圭拉的第一種所得稅形式。安圭拉還有 0.75% 的財產稅。
安圭拉的目標是從太陽能中獲得 15% 的能源，以減少對昂貴的進口柴油的依賴。氣候與發展知識網絡正在幫助政府收集改變該地區立法所需的信息，以便將可再生能源整合到電網中。巴巴多斯在轉向可再生能源方面也取得了良好進展，但許多其他小島嶼發展中國家仍處於規劃如何將可再生能源納入其電網的早期階段。 “對於一個小島，我們遙遙領先，”安圭拉可再生能源辦公室協調員貝絲巴里說。 “我們已經制定了能源政策和氣候變化政策草案，並且多年來一直致力於解決可持續能源供應問題。因此，我們有很多信息可以與其他島嶼分享。”
安圭拉的經濟在近年因「.ai」域名 獲得顯著增長。隨著全球人工智慧技術的發展，根據國際貨幣基金組織的統計，截至2023年，.ai域名的註冊數量激增，達到了超過35萬個，為安圭拉帶來了約3,200萬美元的收入，佔其政府2024年年度總收入的20%。這筆收入被用於基礎設施建設、技術創新發展以及推動可再生能源等多個公共項目。

## 教育
島上有六所官立小學、一所官立中學、兩所私立學校。

## 交通

### 航空
安圭拉由克萊頓·J·勞埃德國際機場提供服務。機場的主要跑道長5,462英尺（1,665米），可容納中型飛機。區域定期客運服務通過當地航空公司連接到其他加勒比海島嶼。
2021 年 12 月，安圭拉開通了其首個往返美國大陸的國際定期商用噴氣式飛機服務航班。代表美國航空公司運營的美國之鷹航空公司開始從邁阿密飛往安圭拉的巴西航空工業公司175支線直飛航班，這是安圭拉與機場的航空分水嶺時刻目前正試圖吸引其他國際航空公司。
目前為該機場服務的其他航空公司包括德信航空和開普航空，它們提供飛往波多黎各聖胡安的定期航空服務。其他幾家小型航空公司也為機場提供服務。
該機場可以處理波音737和空客A320等大型窄體噴氣式飛機，並擁有不斷增長的私人飛機服務航班，並正在建造一個新的私人飛機航站樓。

### 道路交通
除了出租車，島上沒有公共交通工具，汽車靠左行駛。

### 船運
從聖馬丁到安圭拉有定期渡輪。 從聖馬丁的馬里戈特到安圭拉的Blowing Point需要20分鐘的路程。 渡輪從早上7:00開始服務。 還有包機服務，從安圭拉的Blowing Point到朱莉安娜公主機場，讓旅行更輕鬆。 這種旅行方式是安圭拉和聖馬丁之間最常見的交通方式。

## 外部連結
政府
- Government of Anguilla（页面存档备份，存于） official government website

新闻媒体
- The Anguillian （页面存档备份，存于） – Weekly newspaper of Anguilla
- Anguilla Life News Talk （页面存档备份，存于） – Online news source in Anguilla

一般信息
- 《世界概况》上有关Anguilla的条目
- Anguilla from UCB Libraries GovPubs
- Portals on the World: Anguilla （页面存档备份，存于） from the Library of Congress of the United States
- 中的“安圭拉”
- 維基媒體的安圭拉地圖集

历史
- Imperial History of Anguilla （页面存档备份，存于）

旅游
- The Anguilla Experience （页面存档备份，存于） – Official publication of Anguilla Tourism Board
- The Anguilla Hotel and Tourism Association – Official site of the Anguilla Hotel and Tourism Association
- Anguilla Guide – Official publication of the Anguilla Hotel and Tourism Association